# Lusajl
Lusajl (arab. لوسيل, Lūsayl) – miasto na wschodnim wybrzeżu Kataru, w prowincji Ad-Da’ajin. Zostało założone w 2006 roku, znajduje się około 15 km na północ od centrum Ad-Dauhy, na północ od Al-Kutajfijji, ma powierzchnię ponad 35 km², aby ostatecznie zapewnić zakwaterowanie dla 250 tys. ludzi. Planowano wybudować port, tereny mieszkaniowe, hotele wypoczynkowe, dzielnice handlowe, luksusowe sklepy i zaplecze rekreacyjne, w tym dwa pola golfowe i różne rozrywki. Budownictwo jest nadal w toku. Projekt wspierany jest przez kontrolowanego przez państwo dewelopera "Qatari Diar Real Estate Investment Company".
W mieście zbudowano nowy stadion o pojemności 86 250 widzów, na którym odbył się mecz finałowy Mistrzostw świata w piłce nożnej w 2022 roku. Po Mistrzostwach Świata stadion będzie używany do organizacji innych imprez sportowych i kulturalnych.
W roku 2017 rozpoczęto budowę linii tramwajowej, która docelowo ma stanowić trzon komunikacji miejskiej podczas Mistrzostw Świata w 2022
. 1 stycznia 2022 automatyczna linia tramwajowa o długości 5,5 km z sześcioma podziemnymi przystankami została uruchomiona. Docelowo system tramwajowy ma mieć długość 28 km, 4 linie i 25 przystanków.